# Liste der Monuments historiques in Saint-Hilaire (Doubs)
Die Liste der Monuments historiques in Saint-Hilaire führt die Monuments historiques in der französischen Gemeinde Saint-Hilaire auf.

## Liste der Objekte
| Bezeichnung                              | Beschreibung | Standort                        | Kennzeichnung | Schutzstatus | Datum | Bild |
| ---------------------------------------- | --- | ------------------------------- | ------------- | ------------ | ----- | ---- |
| Gemälde Heiliger Fidelis von Sigmaringen | Ölfarbe auf Leinwand, 18. Jahrhundert                                                                                               | in der Kirche St-Hilaire (Lage) | PM25002382    | Inscrit      | 1981  |      |
| Marienaltar                              | rechter Seitenaltar; Altartisch, Tabernakel, Retabel und Gemälde; Holz, farbig gefasst und vergoldet, Ölfarbe auf Leinwand, um 1700 | in der Kirche St-Hilaire (Lage) | PM25001723    | Classé       | 1975  |      |
| Gemälde Predigt des Täufers              | Ölfarbe auf Leinwand, 18. Jahrhundert                                                                                               | in der Kirche St-Hilaire (Lage) | PM25001724    | Classé       | 1979  |      |
| Taufbecken                               | Stein, 14. Jahrhundert | in der Kirche St-Hilaire (Lage) | PM25001300    | Classé       | 1908  |      |
| Zwei Kerzenständer                       | Holz, vergoldet, 18. Jahrhundert | in der Kirche St-Hilaire (Lage) | PM25001301    | Classé       | 1908  |      |
| Lesepult                                 | Schmiedeeisen, teilweise vergoldet, 18. Jahrhundert; aus der Kathedrale St-Jean-Baptiste in Besançon                                | in der Kirche St-Hilaire (Lage) | PM25001302    | Classé       | 1908  |      |
| Hauptaltar                               | Retabel; Holz, farbig gefasst und vergoldet, 18. Jahrhundert; aus dem Klarissenkloster in Besançon                                  | in der Kirche St-Hilaire (Lage) | PM25001303    | Classé       | 1908  |      |
| Kredenz                                  | Holz, vergoldet, Marmor, Anfang des 18. Jahrhunderts                                                                                | in der Kirche St-Hilaire (Lage) | PM25001304    | Classé       | 1928  |      |
| Vier Heiligenskulpturen                  | Holz, farbig gefasst und vergoldet, Ende des 17. Jahrhunderts; aus der Kathedrale St-Jean-Baptiste in Besançon                      | in der Kirche St-Hilaire (Lage) | PM25001305    | Classé       | 1928  |      |
| Linker Seitenaltar                       | Altartisch, Retabel und zwei Skulpturen; Holz, farbig gefasst und vergoldet, 18. Jahrhundert                                        | in der Kirche St-Hilaire (Lage) | PM25001306    | Classé       | 1975  |      |
| Kanzel                                   | Holz, 18. Jahrhundert | in der Kirche St-Hilaire (Lage) | PM25001307    | Classé       | 1975  |      |
| Taufretabel                              | Holz, 18. Jahrhundert | in der Kirche St-Hilaire (Lage) | PM25001308    | Classé       | 1975  |      |
| Pietà                                    | Holz, 16. Jahrhundert | in der Wegekapelle (Lage)       | PM25001309    | Classé       | 1962  |      |
| Reliquiar                                | Bronze, 16. Jahrhundert | im Pfarrhaus (Lage)             | PM25001310    | Classé       | 1908  |      |